# Potrero de Cancio
Potrero de Cancio är en ort i Mexiko.   Den ligger i kommunen Choix och delstaten Sinaloa, i den nordvästra delen av landet, 1 200 km nordväst om huvudstaden Mexico City. Potrero de Cancio ligger 440 meter över havet och antalet invånare är 333.
Terrängen runt Potrero de Cancio är kuperad åt sydväst, men åt nordost är den bergig. Runt Potrero de Cancio är det mycket glesbefolkat, med 7 invånare per kvadratkilometer. Närmaste större samhälle är Choix, 11,5 km väster om Potrero de Cancio. I omgivningarna runt Potrero de Cancio växer i huvudsak blandskog.